# 梁羽生小說列表
從1954年到1984年，梁羽生在文壇上筆耕了三十個春秋，共創作了三十五部武俠小說，總字數達一千餘萬。

## 小說
| 書名         | 刊載時期                         | 刊載報刊        | 備註                 |
| ------------ | -------------------------------- | --------------- | -------------------- |
| 龍虎鬥京華   | 1954年1月20日－1954年8月1日      | 新晚报·天方夜谭 |                      |
| 草莽龍蛇傳   | 1954年8月11日－1955年2月5日      | 新晚报·天方夜谭 |                      |
| 塞外奇侠传   | 1956年8月18日－1957年2月23日     | 周末报          | 又名《飛紅巾》       |
| 七剑下天山   | 1956年2月15日－1957年3月31日     | 大公报·小说林   |                      |
| 江湖三女侠   | 1957年4月8日－1958年12月10日     | 大公报·小说林   |                      |
| 白发魔女传   | 1957年8月5日－1958年12月10日     | 新晚报·天方夜谭 |                      |
| 萍踪侠影录   | 1959年1月1日－1960年2月16日      | 大公报·小说林   |                      |
| 冰川天女傳   | 1959年8月5日－1960年12月18日     | 新晚报·天方夜谭 |                      |
| 还剑奇情录   | 1959年11月－1960年5月（待查）    | 香港商报·谈风   |                      |
| 散花女俠     | 1960年2月23日－1961年6月22日     | 大公报·小说林   |                      |
| 女帝奇英传   | 1961年7月1日－1962年8月6日       | 香港商报·谈风   | 又名《唐宮恩怨錄》   |
| 聯劍風雲錄   | 1961年7月3日－1962年11月25日     | 大公报·小说林   |                      |
| 云海玉弓缘   | 1961年10月12日－1963年8月9日     | 新晚报·天方夜谭 |                      |
| 冰魄寒光劍   | 1962年－？                       | 正午報          | 又名（幽谷寒冰）     |
| 大唐游俠傳   | 1963年1月1日－1964年6月14日      | 大公报·小说林   |                      |
| 冰河洗剑录   | 1963年8月24日－1965年8月22日     | 新晚报·天方夜谭 |                      |
| 龙凤宝钗缘   | 1964年6月25日－1966年5月15日     | 大公报·小说林   |                      |
| 狂俠天驕魔女 | 1964年7月1日－1968年6月23日      | 香港商报·说月   | 又名《挑燈看劍錄》   |
| 風雷震九州   | 1965年9月22日－1967年9月28日     | 新晚报·天方夜谭 |                      |
| 慧剑心魔     | 1966年5月23日－1968年3月14日     | 大公报·小说林   |                      |
| 飛鳳潛龍     | 1966年11月－？                   | 正午報          |                      |
| 侠骨丹心     | 1967年10月5日－1969年6月20日     | 新晚报·天方夜谭 |                      |
| 瀚海雄風     | 1968年3月15日－1970年1月21日     | 大公报·小说林   |                      |
| 鳴鏑風雲錄   | 1968年6月24日－1972年5月19日     | 香港商报·说月   |                      |
| 遊劍江湖     | 1969年7月1日－1972年2月4日       | 新晚报·天方夜谭 | 又名《弹铗歌》       |
| 風雲雷電     | 1970年2月9日－1972年9月15日      | 大公报·小说林   |                      |
| 牧野流星     | 1972年2月16日－1975年1月13日     | 新晚报·天方夜谭 | 又名《折戟沉沙录》   |
| 廣陵劍       | 1972年6月3日－1976年7月31日      | 香港商报·说月   |                      |
| 武林三絕     | 1972年10月1日－1976年8月16日     | 大公报·小说林   | 從未以正式形式出版過 |
| 絕塞傳烽錄   | 1975年2月12日－1978年4月10日     | 新晚报·天方夜谭 |                      |
| 劍網塵絲     | 1976年9月1日－1980年1月26日      | 大公报          |                      |
| 彈指驚雷     | 1977年5月1日－1981年3月9日       | 週末報          |                      |
| 武林天驕     | 1978年5月2日－1982年3月9日       | 香港商报        |                      |
| 幻劍靈旗     | 1980年1月27日－1981年3月（待查） | 大公报          |                      |
| 武當一劍     | 1980年5月9日－1983年8月2日       | 大公报·小说林   |                      |